# Gerald A. Cohen
Gerald Allan Cohen, Jerry Cohen (Montreal, 14 de abril de 1941 – Oxford, 5 de agosto de 2009), fue un filósofo político y profesor de teoría social y política en el All Souls College de la Universidad de Oxford y uno de los máximos representantes del marxismo analítico, escuela que conjuga marxismo, filosofía analítica, y economía, y que pretendía pulir las ideas de Marx de los aspectos ideológicos.

## Biografía
Cohen nació en el seno de una familia judía políticamente implicada en organizaciones comunistas que él mismo frecuentó durante su infancia y juventud (Cohen, 2000). Estudió en la Universidad McGill (Canadá) y en la Universidad de Oxford, donde fue discípulo de Isaiah Berlin y Gilbert Ryle. Tras impartir clase durante veinte años (1963-1984) en el Departamento de Filosofía de la Universidad de Londres, en 1985 se trasladó a la Universidad de Oxford.
Su ensayo La teoría de la historia de Karl Marx: una defensa se considera la obra fundacional del marxismo analítico a causa de una frase de su prólogo donde Cohen afirma que pretende estudiar las tesis de Marx “con la claridad y el rigor de la filosofía analítica”. Más adelante Cohen fue miembro del Grupo de Septiembre (September Group), en el que participaron algunos de los protagonistas de esta corriente del marxismo occidental. Desde finales de los años ochenta del siglo XX, la atención de Cohen se centró en la teoría de la justicia. Propuso argumentos morales en favor del socialismo opuestos tanto a la tradición contractualista como al utilitarismo.

## Obra

### La teoría de la historia de Karl Marx: una defensa(1978)
Cohen reformula una versión ortodoxa del marxismo empleando herramientas conceptuales típicas de la tradición anglosajona de filosofía de la ciencia y de la teoría social estándar. Aunque existen precedentes de este proyecto –como los trabajos de D.-H. Ruben o, en España, Manuel Sacristán–, la obra de Cohen tuvo un amplio eco en todo el mundo.

#### Materialismo histórico
La propuesta de Cohen consiste en una defensa del materialismo histórico tal y como se plantea en el “Prólogo” de 1859 a la Contribución a la crítica de la economía política de Karl Marx, es decir, la doctrina que afirma que “la historia es, fundamentalmente, el desarrollo de la capacidad productiva del hombre y que las formas de sociedad surgen y desaparecen en la medida en que permiten y promueven, o impiden y obstaculizan, ese desarrollo” (Cohen, 1984: 65). Según Cohen, el fundamento de esta tesis es “un dato histórico sorprendente: que las sociedades rara vez reemplazan fuerzas productivas superiores por fuerzas productivas inferiores” (Cohen, 1978: 167). Cohen descompone este premisa en tres enunciados:
1. Los hombres son en cierta medida racionales.
2. La situación histórica de los hombres es una situación de escasez.
3. Los hombres poseen una inteligencia de un tipo y un grado que les permite mejorar su situación (Cohen, 1978: 168).

Según Cohen, la combinación de estas tres tesis permite explicar el desarrollo histórico a gran escala como el resultado de la evolución de las fuerzas productivas –los medios de producción y la fuerza de trabajo– y su influencia sobre las relaciones económicas y sociales. Desde esta perspectiva, la fuerza de trabajo sería más importante que los medios de producción, en la medida en que está constituida tanto por la fortaleza física como por las habilidades técnicas. En último término, la evolución de las fuerzas productivas prácticamente se identificaría con el de la ciencia útil.
Según Cohen, Marx sostiene que las sociedades se ajustan al crecimiento de la capacidad productiva a través de la modificación de las relaciones de producción, que consisten precisamente en el poder económico sobre las fuerzas productivas. Las relaciones de producción se expresarían a través de relaciones de propiedad efectivas y formarían la estructura económica de una sociedad, en contraposición a la superestructura jurídica. 
De este modo, según Cohen, las fuerzas productivas no forman parte de la base económica, una característica clave para establecer su primacía explicativa sobre las relaciones de producción. Las fuerzas productivas serían una capacidad “extrasocial” –en el sentido de que los conocimientos tecnocientíficos no serían construcciones sociales–, una fuerza que poseen los miembros de una sociedad y no una relación entre ellos. 
Es importante señalar que Cohen en ningún momento se comprometió con la veracidad de la teoría de la historia de Marx. Consideraba que esta era una cuestión empírica cuya dilucidación correspondería a los científicos sociales. Su interés se centró en la demostración de la consistencia de una versión del materialismo histórico que no necesita recurrir a una filosofía de la historia de corte metafísico.

#### Críticas
Cohen fue muy criticado por tratar de justificar una teoría de la historia que muchos de los partidarios de Marx consideraban el aspecto más cuestionable de su doctrina junto con la teoría laboral del valor que, en cambio, Cohen rechazó (Cohen, 1981). Además, reavivó el debate entre quienes, siguiendo el Manifiesto comunista, defendían la preeminencia de la lucha de clases como “motor de la historia” y quienes, en cambio, consideraban que la evolución de las fuerzas productivas desempeñaba un papel más importante en la transformación de las sociedades. En particular, Cohen recibió duras críticas de historiadores como Ellen Meiksins Wood, que consideraron su teoría excesivamente determinista y poco fundada empíricamente. Metodológicamente, se consideró que la renuncia explícita de Cohen a la dialéctica –una característica común a todos los marxistas analíticos– constituía una traición a un elemento crucial de la tradición teórica marxista (Sayers, 1989; Mandel, 1989). Por último, la teoría de Cohen y el propio Cohen fueron muy criticado por su apoliticidad. Fueron muchos los que le reprocharon elaborar una doctrina exclusivamente académica sin conexión con las luchas políticas reales (sobre la posición de Cohen sobre la militancia política, véase Imprints, 1996).

#### El debate de la explicación funcional
Una de las razones por las que la teoría de la historia de Cohen tuvo una repercusión mayor que otros libros de temática y tratamiento similar publicados en la época (Shaw, 1978; Mac Murtry, 1978) fue que incluía una contribución novedosa a un aspecto polémico de la filosofía de las ciencias sociales. 
Cohen mantiene que la teoría de la historia marxista afirma una determinada relación explicativa entre tres dimensiones sociales distintas, concretamente que “las relaciones de producción corresponden al nivel de desarrollo de las fuerzas productivas y son a su vez la base sobre la que se alza la superestructura” (Cohen, 1984: 67). En esta explicación está implicada un tipo de explicación peculiar llamada “explicación funcional”.
Una explicación funcional se distingue porque un suceso se explica en términos de su efecto. Por ejemplo, “La danza de la lluvia es ejecutada porque fomenta la cohesión social”. La filosofía de la ciencia ha rechazado tradicionalmente estas explicaciones como un caso de justificación retroactiva metafísica muy similar a la de la teodicea. La característica fundamental sería postular un propósito sin actor proponente o, en términos gramaticales, un predicado sin sujeto (Elster, 1984: 23). La solución de Cohen para rehabilitar las explicaciones funcionales pasa por incrustar las explicaciones funcionales en un modelo de cobertura legal tradicional. El precio que debe pagar es una rebaja en las aspiraciones de las ciencias sociales. En palabras del propio Cohen:

A grandes rasgos ésta [la explicación funcional] es una explicación en la que un suceso (...) se explica en términos de su efecto. Supongamos que tenemos una causa, e, y su efecto, f. En ese caso la forma de la explicación no es: ocurrió e porque ocurrió f (esto haría de la explicación funcional la imagen invertida de una explicación causal ordinaria, con lo que la explicación funcional tendría el defecto fatal de presentar un hecho ocurrido después como explicación de otro anterior). Tampoco se debe decir que la forma de la explicación es “ocurrió e porque causó f”. Imperativos similares de la explicación y el orden temporal descartan esta posibilidad (...). La única posibilidad restante, que por consiguiente elegimos es: ocurrió e porque causaría f, o, dicho menos concisamente pero con más propiedad, ocurrió e porque la situación era tal que cualquier suceso del tipo E causaría un suceso del tipo F (Cohen, 1984: 68).

Estas explicaciones, por tanto, se sustentan en la existencia de “hechos disposicionales” que explican la ocurrencia del tipo de suceso mencionado en el antecedente de la hipótesis que explica la disposición. A su vez, las explicaciones funcionales vendrían justificadas por lo que Cohen denomina leyes de consecuencia, que tienen aproximadamente la siguiente forma: (E→F)→E. Jon Elster criticó esta posición por su cercanía a posiciones teleológicas insostenibles y, sobre todo, defendió la necesidad de promover en ciencias sociales la búsqueda de mecanismos explicativos individuales frente a las explicaciones legaliformes (Elster, 1984).
El debate concluyó con un suerte de consenso: tanto Cohen como Elster aceptaron que si bien las leyes de consecuencia eran formalmente válidas, eran una segunda mejor opción respecto a una explicación en términos de mecanismos concretos (Elster, 1987)

### Política y ética

#### Libertad
History, Labour, and Freedom es una obra de transición en la que Cohen comienza a reconsiderar algunos temas clásicos del materialismo histórico desde el punto de vista de la ética. Así, por ejemplo, analiza el problema de la libertad en una sociedad capitalista, tomando en consideración el estatuto del proletariado, individualmente libre de abandonar la clase trabajadora, pero no colectivamente. En Self-Ownership, Freedom, and Equality Cohen entra de lleno en cuestiones normativas. En particular, trata de elucidar los principios éticos del marxismo asumiendo la paradoja de que la teoría ética anarcoliberal de Nozick se fundamenta en principios cercanos a los socialistas: 

El edificio anarcoliberal podría erigirse sobre la concepción socialista de la explotación habitual, según la cual se considera explotada a una persona si produce cosas de las que otros se apropian sin su consentimiento. Los anarcoliberales tienen razón al afirmar que ese apropiación ocurre en cualquier tipo de estado del bienestar, pues hay una extracción coercitiva a los productores por parte del Estado, parte de la cual se distribuye entre gente que no produce nada. Así que los anarcoliberales toman lo que en origen es una noción de explotación progresista y la emplean para usos reaccionarios (Imprints, 1996).

#### Justicia y compromiso personal
Si eres igualitarista, ¿cómo es que eres tan rico? es primeramente una crítica del liberalismo igualitarista típicamente defendido por John Rawls. Cohen considera que incluso si el liberalismo igualitarista defendiera los principios de justicia correctos, limita arbitrariamente el alcance de dichos principios: “Según John Rawls los principios fundamentales de la justicia se aplican a las reglas de la estructura básica de la sociedad y no a las elecciones que la gente hace dentro de esa estructura” (Cohen, 2000: 202). En contra de esta posición, Cohen defiende que en una sociedad justa, los principios de justicia deben desempeñar un papel importante también en la elección personal individual. Se trata de una posición en buena medida contraria a la perspectiva marxista tradicional, mucho más cercana a Rawls en este aspecto. En este sentido, Cohen identifica una matriz normativa, presente tanto en cierto activismo socialista –a menudo negada por los propios socialistas– como en ciertas formas de cristianismo, que se caracteriza por fomentar un intenso compromiso personal a través de un fuerte ethos social. Cohen considera que esta matriz forma parte de cualquier concepción de la justicia digna de tal nombre.